# Chiojdeni, Vrancea
Chiojdeni este satul de reședință al comunei cu același nume din județul Vrancea, Muntenia, România. Chiojdeni se găsește în regiunea Subcarpaților de Curbură. Principalele funcții economice pe care le deține comuna Chiojdeni sunt cele agricole, și forestiere.
Biserica cu hramul „Sf. Arhangheli Mihail și Gavril", construită în întregime din lemn, a fost înălțată în perioada 1836 – 1839 de proprietarul Constantin Niculescu împreună cu soția sa, fiind declarată monument istoric (cod LMI VN-II-m-B-06502). În ziua de 12 august 2021, biserica a fost mistuită de flăcări. 
Biserica, în întregime din lemn, avea forma de cruce, cu o singură turlă. Pictura era în ulei pe pereți de scândură. Catapeteasma era sculptată în lemn de tei și era mult mai veche decât biserica (pe câteva icoane fiind menționat anul 1786), provenind de la o biserică distrusă în urma unui cutremur. Ușile erau pictate de pictorul zugrav Nae Orășteanu. Biserica se găsea în perimetrul unui mai vechi lăcaș bisericesc cu hramul „Constantin și Elena”, construit din nuiele și pământ de serdarul Iordache Niculescu.